# Rechtvaardigingsgrond
Rechtvaardigingsgrond, in het Belgisch en Nederlands strafrecht, is die omstandigheid waardoor een gedraging, die normaal gesproken een strafbaar feit zou hebben ingehouden, haar wederrechtelijk karakter verliest. De gedraging is dan niet langer in strijd met de wet en aldus is er geen sprake van een strafbaar feit.

## België
In het Belgisch strafrecht zijn er omstandigheden die het karakter van misdrijf ontnemen aan de gepleegde feiten.
De rechtvaardigingsgrond rechtvaardigt het misdrijf doordat hij als gevolg heeft dat een door de wet ontoelaatbare gedraging, hetzij een handeling hetzij het verzuim te handelen, nu wel toegelaten is.

### Toepasbaarheid
Er wordt enkel onderzocht of er een rechtvaardigingsgrond is indien de daad een misdrijf uitmaakt. Wat door de wet niet verboden is, is niet strafbaar en moet dus niet gerechtvaardigd worden.

De rechtvaardigingsgronden gelden in principe voor alle misdrijven, maar er zijn een aantal uitzonderingen (bv. wettige verdediging, zie verder)

### Soorten

#### (a) Gebod van de wet en bevel van de overheid
Artikel 70 Strafwetboek stelt dat er geen misdrijf is wanneer het feit door de wet is omschreven en door de overheid bevolen wordt.

 Onder artikel 70 vallen bijvoorbeeld heelkundige ingrepen, bepaalde sporten, een officier van de Gerechtelijke Politie die een verdachte aanhoudt, de huiszoeking door een gerechtsdeurwaarder of een slotenmaker die in het kader van een huiszoeking een deur openbreekt en aldus het misdrijf vernieling van afsluiting pleegt. De toestemming van het slachtoffer zelf is geen rechtvaardigingsgrond.
Bij een bevel van overheidswege is vereist dat het bevel in overeenstemming met de wet werd gegeven en uitgaat van een wettige overheid die binnen haar bevoegdheid handelt. Is dit niet zo, dan kan, indien het gaat om een bevel van de overheid die regelmatig lijkt maar niet is, er desalniettemin sprake zijn van een schuldontheffingsgrond (nl. de onoverwinnelijke dwaling) indien de dader handelde als een bonus pater familias.
Een rechter kan geen bevel geven een misdrijf te plegen.

#### (b) Wettige verdediging (noodweer)
Bij wettige verdediging verleent de strafwet het recht geweld te gebruiken als noodzakelijke afweer tegen een aanranding gericht tegen een persoon. Artikel 416 Strafwetboek stelt dat er noch misdaad noch wanbedrijf is wanneer de doodslag, de verwondingen en de slagen geboden zijn door de ogenblikkelijke noodzaak van de wettige verdediging van zichzelf of van een ander.
Voorwaarden:
1. de aanranding moet gericht zijn tegen personen: dit betreft de vrijwaring van het recht op leven, op de lichamelijke integriteit, op de persoonlijke vrijheid en de bescherming van de eerbaarheid. Goederen vallen hier niet onder.
2. de aanranding moet onrechtmatig zijn: tegen een rechtmatig optreden kan men zich niet verweren (bv. optreden van de politiediensten). Wel wordt verzet tegen overheidshandelingen aanvaard indien die kennelijk onwettig zijn.
3. de aanranding moet ernstig en actueel zijn: voldoende ernstig om een onmiddellijk en gewelddadig verweer als noodzakelijk te doen voorkomen. De aanranding moet ook bezig of imminent dreigend zijn.
4. het verweer moet strikt noodzakelijk en evenredig zijn: indien de aangerande persoon tijdig een beroep kon doen op hulp van de overheid, is hier niet aan voldaan (subsidiariteit). Desalniettemin is de aangerande niet verplicht te vluchten. Het verweer moet ook in verhouding staan tot de aanvalsdaad (proportionaliteit). Het gaat dus niet om een proportionaliteit tussen het geweld van de aangerande en de verwondingen die de aanrander opliep. Dat de aanrander de zwaarste verwondingen opliep, is niet van tel.[2] De evenredigheid wordt in concreto beoordeeld door de rechter. Indien de verdediging onevenredig was, kan die wel in aanmerking komen als kwalificatie van verschoningsgrond of verzachtende omstandigheid.
5. het verweer gebeurt vóór of tijdens de aanval, niet erna. Toekomstig of eventueel verweer is niet toegelaten. Ook wanneer de aanranding zich reeds heeft voltrokken, kan men zich niet beroepen op de wettige verdediging.

Indien deze rechtvaardigingsgrond niet van toepassing kan zijn, wordt er vaak uitlokking als verschoningsgrond aangevoerd.
Ten slotte stelt artikel 417 Strafwetboek twee vermoedens in van wettige verdediging:
- wie 's nachts een inbraak in een bewoond huis afweert, mag de kwade bedoelingen van de dader vermoeden en wordt geacht in staat van wettige zelfverdediging te zijn;
- wie zich verdedigt tegen diefstal of plundering met geweld tegen personen, wordt geacht in staat van wettige zelfverdediging te zijn;

Deze twee vermoedens zijn weerlegbaar.

#### (c) Noodtoestand
Deze omstandigheid is niet bij wet bepaald maar ontwikkeld door de rechtspraak. De noodtoestand is de situatie waarin een persoon verkeert, die, geconfronteerd met een ernstig en dringend gevaar, de bepalingen van de strafwet schendt om zo hoger gestelde belangen te vrijwaren. Voorbeeld: deur intrappen van brandend huis om inwoner te gaan redden.
Voorwaarden:
- actuele en concrete nood
- er bestaat geen andere weg om het gevaar te vermijden
- het geschonden belang moet een geringere waarde hebben dan het te vrijwaren belang

Dit begrip wordt eveneens gebruikt om het geweld gebruikt door de politie (indien wettig) te rechtvaardigen.
Het inroepen van deze rechtvaardigingsgrond is uitgesloten voor genocide, misdaden tegen de mensheid, oorlogsmisdaden en folteringen.

## Nederland
De rechtvaardigingsgrond is ook bekend in het Nederlandse privaatrecht. Daar maakt een rechtvaardigingsgrond dat een gedraging die onder normale omstandigheden onrechtmatig zou zijn, dit niet is. Omdat aldus de onrechtmatigheid van de gedraging ontbreekt, vervalt daarmee ook de grond voor het vaststellen van een onrechtmatige daad.